# Zbigniew Władyka

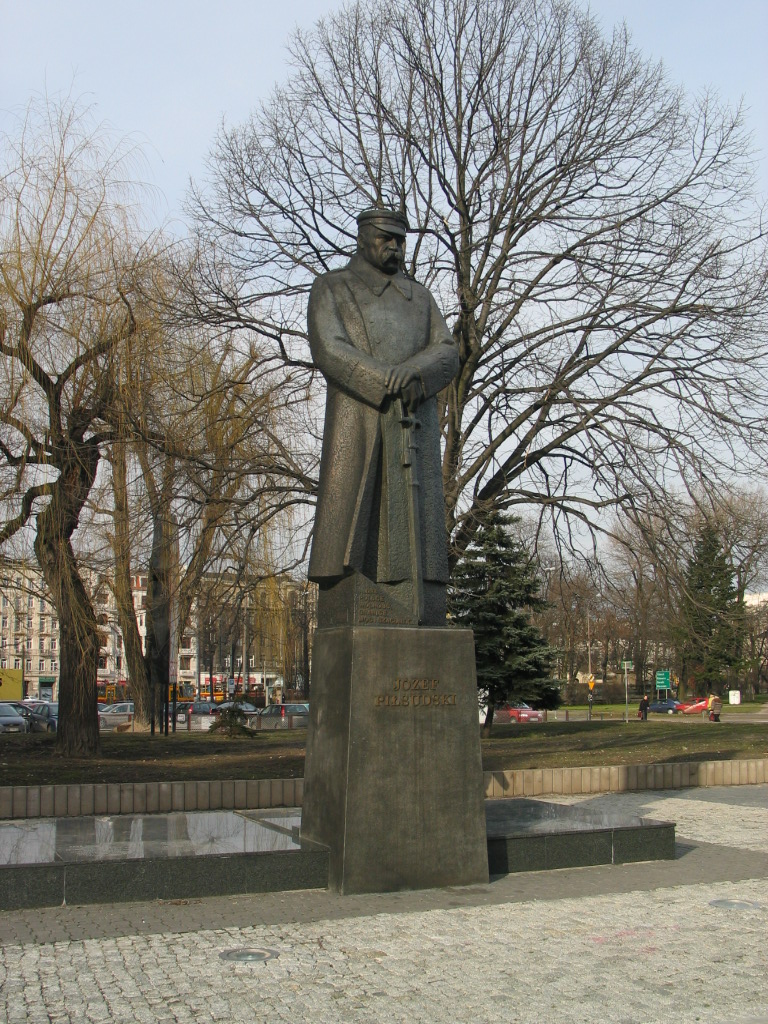
Pomnik Marszałka Józefa Piłsudskiego autorstwa Zbigniewa Władyki

Zbigniew Władyka (ur. 16 lipca 1935 w Uściu Zielonym, zm. 14 listopada 2002 w Łodzi) – polski rzeźbiarz, scenograf.

## Życiorys
W 1950 roku rozpoczyna studia w Akademii Sztuk Pięknych w Krakowie pod kierunkiem prof. Stanisława Puszeta. W 1965 roku uzyskał dyplom magistra sztuki Akademii Sztuk Pięknych im. Władysława Strzemińskiego w Łodzi pod kierunkiem prof. Stanisława Byrskiego.
Autor pomnika Józefa Piłsudskiego w Łodzi oraz wielu scenografii do filmów – m.in. Klub profesora Tutki Andrzeja Kondratiuka, Stawka większa niż życie, Podróżni jak inni Wojciecha Marczewskiego czy Skorpion, Panna i Łucznik Andrzeja Kondratiuka. W 2001 roku w Brukseli odbyła się wystawa jego prac. Od 1991 roku właściciel galerii autorskiej „Zet Zet” przy ul. Piotrkowska 194 w Łodzi.

## Prace w plenerze
- 1973: „Pomnik Energetyki” był pierwszą realizacją programu „Humanizacji Obiektów Przemysłowych” ogłoszonego przez Zakład Energetyki w Kozienicach
- 1974: realizacja rzeźby osiedlowej, Łódź-Polesie
- 1978: projekt i wykonanie ołtarza nawy głównej w kościele pod wezwaniem św. Antoniego w Łodzi
- 1979: realizacja rzeźby parkowej „Modelka”, osiedle Teofilów w Łodzi
- 1981–1982: Pomnik Leśnika i Drzewiarzy AK w Spale (granit, 460 cm)
- 1983–1985: projekt i wykonanie ołtarza kościoła parafialnego pod wezwaniem Nawiedzenia Najświętszej Marii Panny w Żelazowicach
- 1987: Pomnik Marszałka Józefa Piłsudskiego w Łodzi
- płaskorzeźby na bałuckim Urzędzie Stanu Cywilnego w Łodzi
- płaskorzeźby elewacji Domu Buta w Łodzi
- wystrój wnętrz Wielkopolskiego Banku Kredytowego w Łodzi (ul. Henryka Sienkiewicza)
- odtwarzane sztukaterie w Muzeum Kinematografii
- odtworzenie fontanny i piecy w rezydencji Księży Młyn
- odtworzenie wnętrza secesyjnej willi „Wólczanki”

## Wystawy
- 1963: Wystawa malarstwa Grupy Profil – Klub studencki, Łódź
- 1964: Wystawa malarstwa Grupy Profil – Klub studencki „Odnowa”, Poznań
- 1966: Wystawa malarstwa Grupy Profil – „Galeria 20”, Łódź
- 1968: Indywidualna Wystawa prac ZPAP Biuro Wystaw Artystycznych w Łodzi
- 1970: Wystawa indywidualna rzeźby w Klubie „Lodex” w ramach II Łódzkiej Wiosny Artystycznej
- 1972: Udział w wystawie „Plastyka w architekturze” – ZPAP Biuro Wystaw Artystycznych, Doświadczalne Pracownie Plastyczne
- 1974: Wystawa Sztuki Użytkowej Artystów Ziemi Łódzkiej w Segedynie – Węgry
- 1977: Indywidualna wystawa rzeźby, Salon Sztuki Współczesnej – Biuro Wystaw Artystycznych w Łodzi
- 1981: Wystawa „Twórcy 81” Wydział Kultury i Sztuki, Biuro Wystaw Artystycznych, Związek Polskich Artystów Plastyków, Łódź
- 1986: Wydarzenie „Pokój Ludziom Dobrej Woli”, które odbyło się w pijalni uzdrowiska PPZUKP w Krynicy
- 1986: Wystawa „Portret” w Galerii Sztuki współczesnej Anny Wesołowskiej, Federacja Stowarzyszeń Kulturalnych w Łodzi
- 1989: Wystawa rzeźby z udziałem studentów Akademii Muzycznej w Łodzi; Klub Dzielnicowy Łódź-Górna
- 1989: Wystawa Rzeźby Scharmbeck k. Bremy w Galerii Rüdigera Hilzego Osterholzer – Kreisblat
- 1990: Wystawa zbiorowa „Małe jest piękne” zorganizowana przez Biuro Wystaw Artystycznych Związku Artystów Polskich okręg Łódzki – Paryż
- 1990: Udział w akcji „TRANSVIRONMENT Plac Wolności – Náméstí Svobody” w Łodzi zorganizowanej przez Ośrodek Ruchu Europejskiego
- 1990: Zdarzenie na placu Wacława w Pradze z udziałem międzynarodowej publiczności wokół rzeźb „Płaszcze i Maski”, zorganizowane przez Ośrodek Ruchu Europejskiego
- 1991: Wystawa Rzeźby w klubie „Cordoba” w Bremie
- 1992: Udział Galerii w obchodach Światowego Spotkania Łodzian. „Akcja – Łódzka maska”
- 1993: Udział w X Bydgoskich Targach Sztuki. Organizator: Biuro Wystaw Artystycznych Bydgoszcz
- 1993: Wystawa rzeźby przy „XXII Zjeździe Naukowym Polskiego Towarzystwa Medycyny Sportowej”, Spała
- 1994: Wystawa „Trzeci wymiar”, Galeria Otwarta – Bydgoszcz
- 2001: Wystawa rzeźby i grafiki komputerowej „Parsprototo” w Centrum Polskim – Bruksela
- 2001: Kontynuacja wystawy „Pars pro toto” w „Ośrodku Milenijnym w Ardenach” w Comblajn-la-Tour Bruksela

## Prace w zbiorach
- „Płaszcz i maska”, 1990 – żywica epoksydowa: Muzeum Miasta Łodzi
- „Bez tytułu”, po 1972 – marmur[3]: Muzeum Miasta Łodzi

## Nagrody
- 1975: I Nagroda Ministerstwa Kultury i Sztuki oraz Ministerstwa Przemysłu Ciężkiego, na temat „Środowisko, w którym żyjemy”, za pracę „Opracowanie plastyczne Osiedla Widzew-Wschód w Łodzi – kształtowanie i organizacja środowiska”, dla zespołu projektantów pod kierownictwem Zbigniewa Władyki
- 1976: I Nagroda Ministerstwa Kultury i Sztuki na temat „Środowisko, w którym żyjemy”, za pracę „Park Kultury Zdrowie w Łodzi”, dla zespołu projektantów pod kierownictwem Zbigniewa Władyki
- 1980: Nagroda Związku Polskich Artystów Plastyków, za płaskorzeźbę „Razem” – Pałac Ślubów – Łódź, ul. Zgierska
- 1981: I Nagroda w konkursie „Habitat” za pracę „Projekt zagospodarowania przestrzennego terenów rekreacyjnych Włocławka w programie Wisła”
- 1982: I Nagroda w konkursie rozpisanym przez Związek Leśników i Drzewiarzy za Pomnik Leśników i Drzewiarzy AK w Spale
- 2000: Nagroda Muzeum Archeologicznego i Etnograficznego w Łodzi za opracowanie koncepcji plastycznej wystawy pt. „Szare jak ziemia, barwne jak pamięć”

## Filmografia
- 1966: Klub profesora Tutki – scenografia
- 1967: Balon – scenografia
- 1968: Stawka większa niż życie (odc. 10, 13, 16) – scenografia
- 1969: Podróżni jak inni – scenografia
- 1972: Skorpion, Panna i Łucznik – scenografia
- 1986: wideo Portret - reżyseria i scenografia
- 1987: Karuzela z Madonnami – obsada aktorska
- 1989: Kołysanka – scenografia

## Rodzina
Ojciec rzeźbiarki Zofii Władyki-Łuczak.
Pochowany w alei zasłużonych na cmentarzu komunalnym Doły w Łodzi.